# Saison 4 de Détective Conan
Chronologie
Saison 3 de Détective Conan Saison 5 de Détective Conan
La saison 4 de Détective Conan a été diffusée du 4 janvier 1999 au 20 décembre 1999 (épisodes 129 à 173) sur Nippon TV. Elle est composée de 45 épisodes.
Le cinquième générique de début (épisodes 124 à 142) intitulé Truth, est interprété par le groupe de pop-électro japonaise Two-Mix. Le sixième opening (épisodes 143 à 167) intitulé Giri giri chop, est interprété par le groupe de pop rock japonais B'z. Le septième (épisodes 168 à 204) intitulé Mysterious Eyes, est interprété par le groupe de J-pop Garnet Crow. 
Le sixième générique de fin (épisodes 109 à 131) intitulé Koori no ue ni tatsu you ni, est interprété par la chanteuse de J-pop Miho Komatsu. Le septième (épisodes 132 à 152) intitulé Still for Your Love, est interprété par le groupe de J-pop Rumania Montevideo. Le huitième générique (épisodes 153 à 179) intitulé Free Magic, est interprété par le groupe de J-rock WAG.
Les épisodes 150-151, 153-155, 159-168 et 170-173, inédits à la télévision française, sont disponibles en version française sur la chaîne Mangas d'Amazon Prime Video depuis le 1er novembre 2021 et en HD sur Netflix depuis le 1er mars 2023 .
| No | Titre français                                                                      | Titre japonais                      | Titre japonais | Date de 1re diffusion |
| No | Titre français                                                                      | Kanji                               | Rōmaji | Date de 1re diffusion |
| --- | ----------------------------------------------------------------------------------- | ----------------------------------- | --- | --------------------- |
| 129 - SP6 | La Nouvelle Élève (épisode spécial de 1 heure 30) (files : 176-181/tomes : 18-19)   | 黒の組織から来た女 大学教授殺人事件 | Kuro no soshiki kara kita onna – Daigaku kyouju satsujin jiken (La femme de l'organisation des hommes en noir - L'affaire du meurtre d'un professeur d'université) | 4 janvier 1999        |
| Au début de cet épisode spécial, une nouvelle élève du nom de Ai Haibara arrive dans la classe de Conan. Elle réside dans la même rue où se situe la maison de Shinichi. Les Détectives Junior emmènent Haibara dans une de leurs enquêtes, au cours de laquelle ils découvrent une organisation criminelle impliquée dans la fabrication de faux billets. Dans la seconde partie de l'épisode, la nouvelle élève révèle à Conan sa véritable identité : elle serait la créatrice du médicament l'ayant fait rétrécir. Elle aurait elle-même ingéré une gélule, expliquant ainsi son corps d'enfant.                                                                                           |                                                                                     |                                     | |                       |
| 130 | Menace de meurtre aveugle au stade – 1re partie (files : 189-191/tomes : 19-20)     | 競技場無差別脅迫事件 (前編)         | Kyougijou musabetsu kyouhaku jiken - Zenpen (L'affaire de la menace de meurtre à l'aveugle au stade - 1re partie)                                                  | 11 janvier 1999       |
| 131 | Menace de meurtre aveugle au stade – 2e partie (files : 189-191/tomes : 19-20)      | 競技場無差別脅迫事件 (後編)         | Kyougijou musabetsu kyouhaku jiken - Kōhen (L'affaire de la menace de meurtre à l'aveugle au stade - 2e partie)                                                    | 18 janvier 1999       |
| Les Détectives Junior avec leur nouvelle amie Haibara vont au stade assister à un match de football. Sur place, Conan remarque qu'un ballon a été atteint par un tir d'arme à feu. La police prévenue, ils découvrent qu'un individu menace la chaîne de télévision qui retransmet le match. Si une somme d'argent n'est pas délivrée dans un sac à l'intérieur du stade, l'homme menace de tirer dans la foule. |                                                                                     |                                     | |                       |
| 132 | Magic Party - 1re partie (files : 192-196/tome : 20)                                | 奇術愛好家殺人事件 (事件編)         | Kijutsu aikouka satsujin jiken - Jikenhen (L'affaire du meurtre de l'amateur de tours de passe-passe - 1re partie)                                                 | 25 janvier 1999       |
| 133 | Magic Party - 2e partie (files : 192-196/tome : 20)                                 | 奇術愛好家殺人事件 (疑惑編)         | Kijutsu aikouka satsujin jiken - Giwakuhen (L'affaire du meurtre de l'amateur de tours de passe-passe - 2e partie)                                                 | 1er février 1999      |
| 134 | Magic Party - 3e partie (files : 192-196/tome : 20)                                 | 奇術愛好家殺人事件 (解決編)         | Kijutsu aikouka satsujin jiken - Kaiketsuhen (L'affaire du meurtre de l'amateur de tours de passe-passe - 3e partie)                                               | 8 février 1999        |
| Sonoko fait la rencontre d'un groupe d'amateurs de magie sur Internet. Ils doivent se rencontrer dans un chalet isolé en plein hiver. Kogorō conduit Ran et Sonoko à leur soirée. Conan est grippé et ne restera donc pas avec elles. Sur le chemin du retour, Kogorō et Conan entendent à la radio qu'un des participants à la soirée de magie a été assassiné à son domicile. De retour au chalet, Conan avertit les autres de la menace. C'est là qu'ils découvrent le corps inanimé d'un des participants dans la neige. Seul les invités purent commettre le crime : c'est un meurtre en chambre close.                                                                                   |                                                                                     |                                     | |                       |
| 135 | Meurtre sans arme                                                                   | 消えた凶器捜索事件                  | Kieta kyouki sousaku jiken (L'affaire de la recherche de l'arme disparue)                                                                                          | 15 février 1999       |
| En se promenant, Conan et ses amis passent devant le salon de beauté où se rend habituellement Ayumi. Ils sont témoins d'une dispute entre la propriétaire et une coiffeuse. Cette dernière est retrouvée morte le lendemain. |                                                                                     |                                     | |                       |
| 136 | Le Vieux Château – 1re partie (files : 200-203/tomes : 20-21)                       | 青の孤城探索事件 (前編)             | Ao no kojou tansaku jiken - Zenpen (L'affaire de la recherche dans le vieux château bleu - 1re partie)                                                             | 22 février 1999       |
| 137 | Le Vieux Château – 2e partie (files : 200-203/tomes : 20-21)                        | 青の孤城探索事件 (後編)             | Ao no kojou tansaku jiken - Kōhen (L'affaire de la recherche dans le vieux château bleu - 2e partie)                                                               | 1er mars 1999         |
| Conan et ses amis partent camper avec le professeur Agasa. Malheureusement celui-ci oublie la tente... Nos jeunes héros trouvent refuge dans un grand château de style médiéval. Mais méfiance à son égard, ce château cache de nombreux et macabres secrets. |                                                                                     |                                     | |                       |
| 138 | La Dernière Séance – 1re partie (files : 222-224/tome : 23)                         | 最後の上映殺人事件 (前編)           | Saigo no jôei satsujin jiken - Zenpen (L'affaire du meurtre de la dernière projection - 1re partie)                                                                | 8 mars 1999           |
| 139 | La Dernière Séance – 2e partie (files : 222-224/tome : 23)                          | 最後の上映殺人事件 (後編)           | Saigo no jôei satsujin jiken - Kōhen (L'affaire du meurtre de la dernière projection - 2e partie)                                                                  | 15 mars 1999          |
| Haibara a obtenu des tickets pour des séances de cinéma. Ensemble, les Détectives Junior vont assister à plusieurs films dans la même journée. C'est la dernière journée avant la fermeture du cinéma. L'agent immobilier qui vendra le cinéma manque ouvertement de respect envers les employés et a créé intentionnellement des bagarres pendant les séances. Certainement pour nuire à la réputation du lieu et le vendre moins cher. Au milieu d'une projection, l'agent est retrouvé pendu. |                                                                                     |                                     | |                       |
| 140 | Mission : Sauver Ayumi                                                              | ＳＯＳ！歩美からのメッセージ        | SOS ! Ayumi kara no message (SOS ! Un message d'Ayumi) | 12 avril 1999         |
| Le Club des Détectives Juniors se retrouve chez le professeur Agasa pour jouer aux cartes. Ils en viennent à parler de l'histoire de vol et de meurtre du propriétaire d'un restaurant nommé L'Escargot. Le lendemain Ayumi n'est pas présente en cours car elle est tombée malade. Pendant qu'elle se repose chez elle, un cambrioleur s'introduit chez elle. Elle envoie alors un message à ses amis avec le badge des Détectives Juniors. |                                                                                     |                                     | |                       |
| 141 | Intrigue nuptiale – 1re partie (files : 211-214/tomes : 21-22)                      | 結婚前夜の密室事件 (前編)           | Kekkon zenya no misshitsu jiken - Zenpen (L'affaire de la chambre secrète la nuit précédente d'un mariage - 1re partie)                                            | 19 avril 1999         |
| 142 | Intrigue nuptiale – 2e partie (files : 211-214/tomes : 21-22)                       | 結婚前夜の密室事件 (後編)           | Kekkon zenya no misshitsu jiken - Kōhen (L'affaire de la chambre secrète la nuit précédente d'un mariage - 2e partie)                                              | 26 avril 1999         |
| Hattori Heiji et son amie Kazuha sont à Tokyo. Accompagnés de Ran, Conan et Kogorō vont tous ensemble au manoir d'un homme très fortuné. Son fils doit se marier le lendemain. Alors que la soirée touche à sa fin, une fenêtre est violemment brisée. Il n'y a dans la pièce verrouillée de l'intérieur que le cadavre d'un des employés. L'absence de l'arme ainsi qu'une longue trainée de sang indiquent qu'il ne s'agit pas d'un suicide. |                                                                                     |                                     | |                       |
| 143 | La Nuit des étoiles                                                                 | 疑惑の天体観測                      | Giwaku no tentaikansoku (L'observation astronomique d'un doute) | 3 mai 1999            |
| Un soir Sonoko apporte un télescope sur le toit d'un immeuble pour observer les étoiles avec Conan et Ran. Trois autres étudiants sont également avec eux. Ceux-ci prennent des photos du ciel d'un point plus éloigné. Peu après minuit, ils observent avec horreur l'un des étudiants tomber de la tour d'observation. |                                                                                     |                                     | |                       |
| 144 | Le Meurtre de « l'étoile du nord » – 1re partie (files : 215-218/tome : 22)         | 上野発北斗星３号 (前編)             | Ueno hatsu hokutosei 3 go - Zenpen (Les 3 départs de la Grande Ourse à Ueno - 1re partie)                                                                          | 10 mai 1999           |
| 145 | Le Meurtre de « l'étoile du nord » – 2e partie (files : 215-218/tome : 22)          | 上野発北斗星３号 (後編)             | Ueno hatsu hokutosei 3 go - Kōhen (Les 3 départs de la Grande Ourse à Ueno – 2e partie)                                                                            | 17 mai 1999           |
| Kogorō, Ran et Conan reçoivent des billets pour un très agréable voyage dans le train nommé "l'Etoile Du Nord". Vers 4h du matin, un homme masqué ouvre le feu sur le propriétaire d'une bijouterie. Ce dernier avait fait la une des infos pour avoir fait fuir un braqueur. Conan fait le lien avec un roman volé, écrit par son père jadis. Une femme aux traits familiers semble particulièrement menaçante. |                                                                                     |                                     | |                       |
| 146 | L'histoire d'amour d'un détective – 1re partie (files : 208-210/tome : 21)          | 本庁の刑事恋物語 (前編)             | Honchou no keiji koimonogatari - Zenpen (Une histoire d'amour policière au commissariat central – 1re partie)                                                      | 24 mai 1999           |
| 147 | L'histoire d'amour d'un détective – 2e partie (files : 208-210/tome : 21)           | 本庁の刑事恋物語 (後編)             | Honchou no keiji koimonogatari - Kōhen (Une histoire d'amour policière au commissariat central – 2e partie)                                                        | 31 mai 1999           |
| Alors que Conan est au poste de police, un manager d'une banque qui avait été braquée arrive. Sa femme n'étant toujours pas là, il l'appelle depuis le commissariat. Alors qu'elle affirme que le rendez-vous est fixé bien plus tard, elle pousse un cri au téléphone. Sur place, la police constate que la femme a été poignardé dans le dos. Conan a cependant un problème : il ne peut pas utiliser ses flèches. Il va devoir guider les inspecteurs Takagi et Sato, qui forment un drôle de duo. |                                                                                     |                                     | |                       |
| 148 | L'Affaire du tramway                                                                | 路面電車急停止事件                  | Romen densha kyuuteishi jiken (L'affaire de l'arrêt soudain d'un tramway)                                                                                          | 7 juin 1999           |
| Conan et ses amis prennent le tramway. Ils rencontrent trois personnes qui photographient le tramway. L'un d'eux manque de se faire écraser et son ami est retrouvé mort dans le tramway. |                                                                                     |                                     | |                       |
| 149 | Meurtre au parc d'attractions                                                       | 遊園地バンジー事件                  | Yuuenchi banjii jiken (L'affaire du saut à l'élastique au parc d'attraction)                                                                                       | 21 juin 1999          |
| Kogorō emmène Ran et Conan au parc d'attraction, mais pas celui qu'ils voulaient visiter. Lors d'un spectacle, le personnage du Kamen Rider saute à l'élastique depuis une plateforme en hauteur. Mais la sangle cède et l'acteur est retrouvé noyé. |                                                                                     |                                     | |                       |
| 150 | Attentat à la voiture piégée – 1re partie                                           | 自動車爆発事件の真相 (前編)         | Jidousha bakuhatsujiken no shinsou - Zenpen (La vérité sur l'affaire de l'explosion de la voiture - 1re partie)                                                    | 28 juin 1999          |
| 151 | Attentat à la voiture piégée – 2e partie                                            | 自動車爆発事件の真相 (後編)         | Jidousha bakuhatsujiken no shinsou - Kōhen (La vérité sur l'affaire de l'explosion de la voiture - 2e partie)                                                      | 5 juillet 1999        |
| Kogorō se remémore ses années en tant que professeur particulier. Il décide d'aller rendre visite à une ancienne élève. Celle-ci demande à sa sœur de l'aide pour sortir la voiture en marche arrière. Soudain le véhicule explose et la sœur décède. Le portrait robot d'un homme aperçu dans les environs aide la police à appréhender un suspect avec des explosifs dans son sac. |                                                                                     |                                     | |                       |
| 152 | La Disparition du vieil homme                                                       | 謎の老人失踪事件                    | Nazo no roujin shissou jiken (L'affaire de la disparition mystérieuse du vieil homme)                                                                              | 12 juillet 1999       |
| Ran et Sonoko sont dans le bus, après avoir fait du shopping. Assises à des sièges séparés, elles s'endorment tour à tour. Un vieil homme entre plus tard et reconnaît Ran. Après avoir discuté un moment, Ran s'endort. À son réveil, l'homme qui cherchait l'aide de son père a disparu. Ran a un mauvais pressentiment. |                                                                                     |                                     | |                       |
| 153 | Un été dangereux pour Sonoko – 1re partie (files : 219-221/tome : 22)               | 園子のアブない夏物語 (前編)         | Sonoko no abunai natsu monogatari - Zenpen (La dangereuse rencontre estivale de Sonoko - 1re partie)                                                               | 19 juillet 1999       |
| 154 | Un été dangereux pour Sonoko – 2e partie (files : 219-221/tome : 22)                | 園子のアブない夏物語 (後編)         | Sonoko no abunai natsu monogatari - Kōhen (La dangereuse rencontre estivale de Sonoko - 2e partie)                                                                 | 26 juillet 1999       |
| Sonoko invite Ran à passer quelques jours à la plage pour qu'elle l'aide à trouver l'âme sœur. Conan est aussi avec elles. Durant leur séjour, un meurtre est commis. Une jeune femme aux cheveux bruns a été poignardée. En rejoignant sa chambre à l'hôtel, Sonoko se fait attaquer par un homme armé d'un couteau. Mais il s'enfuit lorsque Ran et Conan arrivent. |                                                                                     |                                     | |                       |
| 155 | Le mystère de la clé immergée                                                       | 水中の鍵密室事件                    | Suichuu no kagi misshitsu jiken (L'affaire de la clef dans l'eau en chambre close)                                                                                 | 2 août 1999           |
| Kogorō veut revoir un ancien logement dans lequel il avait résidé lorsqu'il était jeune. Il rend visite à la propriétaire des lieux. En entrant dans l'appartement du petit-fils de cette dernière, ils aperçoivent d'étranges gribouillages sur les murs. Dans la salle de bain se trouve le corps sans vie du petit-fils, les veines du bras coupées. |                                                                                     |                                     | |                       |
| 156 | L'histoire d'amour d'un détective 2 – 1re partie (files : 231-233/tomes : 23-24)    | 本庁の刑事恋物語２ (前編)           | Honchou no keiji koimonogatari 2 - Zenpen (L'histoire d'amour d'un policier 2 - 1re partie)                                                                        | 9 août 1999           |
| 157 | L'histoire d'amour d'un détective 2 – 2e partie (files : 231-233/tomes : 23-24)     | 本庁の刑事恋物語２ (後編)           | Honchou no keiji koimonogatari 2 - Kōhen (L'histoire d'amour d'un policier 2 - 2e partie)                                                                          | 16 août 1999          |
| L'inspecteur de police Takagi et l'inspectrice Sato sont à la poursuite d'un suspect qui s'est échappé de leur voiture. Leur chemin croise la route des Détective Junior qui répétaient une scène dans un immeuble désaffecté, là où Sato s'est menottée au suspect ... en perdant la clé. Takagi a jusqu'au lendemain matin pour prouver que l'homme est innocent, sans quoi Sato appellera la Police pour les libérer et arrêter définitivement l'homme qui pourtant clame son innocence. Et il faut faire vite, agents et enfants sont invités à midi à la démolition d'un immeuble lui aussi désaffecté...                                                                                 |                                                                                     |                                     | |                       |
| 158 | La Ligne sans fin                                                                   | 沈黙の環状線                        | Chinmoku no kanjousen (La ligne du silence) | 23 août 1999          |
| Trois collègues de bureau prennent le métro pour rentrer. Ils remarquent qu'une autre collègue est endormie dans un wagon à part. Ils tentent de la réveiller, mais s'aperçoivent qu'elle est décédée. Conan repère une marque de piqûre sur l'oreille de la victime. |                                                                                     |                                     | |                       |
| 159 | La Légende de la mystérieuse cinquième pagode – 1re partie                          | 怪奇五重塔伝説 (前編)               | Kaiki gojuunotou densetsu - Zenpen (La Légende de la mystérieuse pagode à 5 étages - 1re partie)                                                                   | 6 septembre 1999      |
| 160 | La Légende de la mystérieuse cinquième pagode – 2e partie                           | 怪奇五重塔伝説 (後編)               | Kaiki gojuunotou densetsu - Kōhen (La Légende de la mystérieuse pagode à 5 étages - 2e partie)                                                                     | 13 septembre 1999     |
| Ran et Conan ont gagné des billets après avoir résolu des énigmes dans un magazine. En voyage avec Kogorō, ils sont dans un temple où se trouve une ancienne pagode sur 5 étages. Une légende dit qu'un homme y a été retrouvé pendu il y a de nombreuses années. Le moine responsable des lieux est mécontent de voir des visiteurs, car un promoteur immobilier veut créer des attractions sur des terrains religieux. Le lendemain matin, Kogorō est alerté. Le promoteur immobilier est retrouvé pendu, comme dans la légende. |                                                                                     |                                     | |                       |
| 161 | La mort arrive par les eaux                                                         | 流水亭に流れる殺意                  | Ryuusuitei ni nagareru satsui (Une envie meurtrière aquatique au restaurant Ryuusuitei)                                                                            | 20 septembre 1999     |
| Un restaurant très prisé sert des plats par de petits bateaux qui naviguent jusqu'à la table des clients. Ran, Kogorō et Conan sont attablés lorsque vers 20h une serveuse découvre le corps d'un client. Il a été poignardé en pleine poitrine, le corps gisant sur une table basse. |                                                                                     |                                     | |                       |
| 162 - SP7 | Meurtre dans les nuages (épisode spécial de 45 minutes) (files : 204-207/tome : 21) | 空飛ぶ密室 工藤新一最初の事件       | Sora tobu misshitsu – Kudo Shinichi saisho no jiken (Une chambre close volant dans le ciel - La première affaire de Shinichi Kudô)                                 | 27 septembre 1999     |
| Pendant un vol commercial, Ran enlève les lunettes de Conan, endormi dans son siège, et se remémore la première affaire de Shinichi. Un an plus tôt, ils prenaient l'avion et un photographe a été retrouvé mort dans les WC. |                                                                                     |                                     | |                       |
| 163 | La Lune, les Étoiles et le Soleil – 1re partie (files : 111-113/tome : 12)          | 月と星と太陽の秘密 (前編)           | Tsuki to hoshi to taiyou no himitsu - Zenpen (Le secret de la Lune, du Soleil et des étoiles - 1re partie)                                                         | 11 octobre 1999       |
| 164 | La Lune, les Étoiles et le Soleil – 2e partie (files : 111-113/tome : 12)           | 月と星と太陽の秘密 (後編)           | Tsuki to hoshi to taiyou no himitsu - Kōhen (Le secret de la Lune, du Soleil et des étoiles - 2e partie)                                                           | 18 octobre 1999       |
| Le professeur Agasa emmène les Détectives Juniors dans une maison appartenant autrefois à un de ses oncles. Le professeur y a caché plusieurs indices permettant aux amis de Conan de trouver des jouets. Mais à l'emplacement du trésor, ils découvrent des jouets déchirés à coups de couteau. Une personne se serait introduite dans la maison quand le professeur était absent. Cette maison recèle bien des mystères. |                                                                                     |                                     | |                       |
| 165 | La Disparition du club des Détectives Juniors                                       | 少年探偵団消失事件                  | Shounen tanteidan shoushitsu jiken (L'affaire de la disparition du club des Détectives Juniors)                                                                    | 25 octobre 1999       |
| Mitsuhiko entraine ses amis à participer à un club de marionnette. Avec le reste du club, ils se rendent à un week-end en montagne pour répéter leur pièce. Progressivement, au cours de la soirée, les enfants du club ainsi que leur marionnette disparaissent les uns après les autres. Un dangereux personnage se cache dans les bois. |                                                                                     |                                     | |                       |
| 166 | Le Manoir de l'araignée – 1re partie (files : 246-250/tome : 25)                    | 鳥取クモ屋敷の怪 (事件編)           | Tottori kumo yashiki no kai - Jikenhen (Le manoir de l'araignée Tottori - Incident)                                                                                | 1er novembre 1999     |
| 167 | Le Manoir de l'araignée – 2e partie (files : 246-250/tome : 25)                     | 鳥取クモ屋敷の怪 (疑惑編)           | Tottori kumo yashiki no kai - Giwakuhen (Le manoir de l'araignée Tottori - Soupçons)                                                                               | 8 novembre 1999       |
| 168 | Le Manoir de l'araignée – 3e partie (files : 246-250/tome : 25)                     | 鳥取クモ屋敷の怪(解決編)            | Tottori kumo yashiki no kai - Kaiketsuhen (Le manoir de l'araignée Tottori - Résolution)                                                                           | 15 novembre 1999      |
| La famille Takeda a vu plusieurs de ses membres se suicider au cours des années passées. Si bien que certains pensent à une malédiction, tandis que d'autres soupçonnent un meurtrier d'en vouloir à leur famille. C'est pourquoi Kogorō a été engagé pour découvrir la vérité. Sur le chemin, il rencontre Hattori Heiji ainsi que son amie. Ils font également la rencontre d'un Américain, Robert, qui a connu la famille Takeda il y a quelques années. Le soir après le dîner, un des frères Takeda est introuvable. Il sera finalement découvert mort dans la même pièce où d'autres se sont suicidés avant lui. Cette malédiction cache un lourd secret pour lequel on est prêt à tuer. |                                                                                     |                                     | |                       |
| 169 | Le Baiser de Vénus                                                                  | ビーナスのキッス                    | Bīnasu no kissu (Le Baiser de la Vénus) | 22 novembre 1999      |
| Durant un spectacle aquatique, des plongeurs exécutent une chorégraphie dans un aquarium, au milieu des poissons. Lorsque vient son tour, la vedette du spectacle sort d'une coquille et apparaît morte noyée. Ses collègues deviennent les suspects principaux. |                                                                                     |                                     | |                       |
| 170 | Un bain néfaste – 1re partie (files : 234-237/tome : 24)                            | 暗闇の中の死角 (前編)               | Kurayami no naka no shikaku - Zenpen (Un angle mort dans l'obscurité - 1re partie)                                                                                 | 29 novembre 1999      |
| 171 | Un bain néfaste – 2e partie (files : 234-237/tome : 24)                             | 暗闇の中の死角 (後編)               | Kurayami no naka no shikaku - Kōhen (Un angle mort dans l'obscurité - 2e partie)                                                                                   | 6 décembre 1999       |
| Un médecin demande à Kogorō de venir avec sa famille pour lui annoncer les résultats de ses analyses. Il lui suggère de ne plus boire autant. Lorsque le docteur réalise qu'il est le célèbre détective Mōri, il s'empresse de l'inviter à rester dîner. Aimant prendre un bain avant le souper, le docteur s'absente longuement dans la salle de bain. Une coupure d'électricité se produit alors. Lorsque la maîtresse de maison et la domestique vont voir si le médecin va bien, elles le retrouvent mort électrocuté par son rasoir électrique dans la baignoire. |                                                                                     |                                     | |                       |
| 172 | Message de la mort – 1re partie (files : 243-245/tome : 25)                         | よみがえる死の伝言 (前編)           | Yomigaeru shi no dengon - Zenpen (Le dernier message du mort - 1re partie)                                                                                         | 13 décembre 1999      |
| 173 | Message de la mort – 2e partie (files : 243-245/tome : 25)                          | よみがえる死の伝言 (後編)           | Yomigaeru shi no dengon - Kōhen (Le dernier message du mort - 2e partie)                                                                                           | 20 décembre 1999      |
| Ran et Sonoko vont à la patinoire avec Conan. Ils tombent sur un groupe d'amis, tous pratiquants le tir sportif. Lorsque Sonoko va aux toilettes, elle trouve la porte fermée, une pancarte indiquant une brève pause nettoyage. Des feux d'artifice débutent, lorsque Sonoko voit une personne masquée sortir des WC. À l'intérieur, une des pratiquantes de tir est retrouvée assassinée d'un coup de fusil en plein cœur. |                                                                                     |                                     | |                       |